# گرمینه (سرده)
سردهٔ گرمینه (نام علمی: ungernia) نام یک سرده از گیاهان گلدار از تیرهٔ نرگسیان است. گیاهانی پیازدار که پیازهای بزرگ آن‌ها مستور از چندین لایهٔ پوشینهٔ مشخص خیلی نازک و به رنگ سیاه براق بوده و حامل ریشه‌های افشان ضخیم است. برگ‌های قاعده‌ای این گیاه در بهار ظاهر شده و تا تابستان خشک می‌گردد و ساقه بی‌برگ آن دارای چتری از تعداد معدودی گل است که این چتر ابتدا به وسیلهٔ یک پوشش محافظ احاطه شده و در تابستان گل‌ها ظاهر می‌گردند. گلپوش دارای لولهٔ کوتاه و لبه‌های آزاد بلندتر از لوله بوده و میوهٔ کپسول آن متورم و در بالا مسطح است که به‌طور عمیق به سه لب تقسیم گردیده و دانه‌های مسطحی دارد.
رویشگاه این جنس از غرب ایران تا آسیای مرکزی است و شامل در حدود ۱۰ گونه می‌باشد که در ایران دو گونهٔ آن یافت می‌شود. افراد این جنس به دلیل داشتن گل در وسط تابستان و بعد از پژمردن برگ‌ها جزو گیاهان غیرعادی پیازدار ایران به‌شمار می‌آیند.

## گونه‌های ایرانی
- گرمینه صورتی (نام علمی: ungernia tri sphaera)
- گرمینه زرد (نام علمی: ungernia flava)[۲]